# Paul Brand
Paul Wilson Brand (17 de julho de 1914 - 8 de julho de 2003) foi um renomado ortopedista e cirurgião inglês que dedicou sua vida ao combate contra a hanseníase, também conhecida como lepra, tendo desenvolvido importantes técnicas cirúrgicas para ajudar os portadores desta doença na Índia, país onde viveu por muitos anos, ensinando no Colégio e Hospital Cristão de Vellore. Seus pais eram missionários e doutores ingleses que ajudavam vilas e pessoas próximos. Com nove anos de idade, mudou-se para a Inglaterra para começar seus estudos. Ele acabou entrando na London University, onde fez medicina e se apaixonou por Margaret. Eles casaram em 1943 e viveram durante a Segunda Guerra Mundial, onde Paul conseguiu a sua primeira experiência como um verdadeiro cirurgião. Brand foi o primeiro médico a reconhecer que a hanseníase não causa o apodrecimento dos tecidos, mas a perda da percepção de dor aos portadores desta doença, tornando-os extremamente suscetíveis a lesões. Escreveu uma centena de textos científicos e sete livros, três deles com o jornalista Philip Yancey. Foi agraciado pela rainha Elizabeth II, em 1961, com o título de Comandante do Império Britânico. Em 1966, Brand tornou-se chefe do hospital público Carville, Louisiana, o único estabelecimento hospitalar de hanseníase nos Estados Unidos onde trabalhou até a aposentadoria em 1986. Ele escreveu um livro junto com Philip Yancey conhecido como A dádiva da dor. 